# 国武久巳
国武 久巳（くにたけ ひさみ、1930年 - 2008年7月22日）は、日本のシルクスクリーン版画家、グラフィックデザイナー。
福岡県出身。1952年からフリーランスデザイナーとして、カレンダーなど商業美術の分野を中心に活動し、1960年に日本宣伝美術会会員となる。1979年以降、版画作品の制作に取り組む。
2008年7月22日、腹部大動脈瘤破裂のため死去。

## 受賞歴
- 1958年 - 第6回世界観光ポスター展（ベルギー）特選受賞。
- 1954年～1959年　全国観光ポスター展に連続特選受賞
- 1959年 - 全国カレンダー展にて日本印刷工業会会長賞受賞。
- 1987年 - 全国カレンダー展にて大蔵省印刷局長賞受賞。
- 1989年　全国カレンダー展にて、部門特別賞受賞
- 1992年 - 全国カレンダー展にて通商産業省生活産業局長賞受賞。
- 1993年　全国カレンダー展　印刷時報社賞受賞
- 1994年・1996年　全国カレンダー展　部門特別賞受賞
- 1997年　全国カレンダー展　日本印刷新聞社賞受賞
- 1999年　全国カレンダー展　日本印刷産業連合会会長賞受賞
- 2002年・2004年・2006年　全国カレンダー展　日本印刷新聞社賞受賞
- 2012年　全国カレンダー展　実行委員会奨励賞受賞